# Gustav Kastropp
Gustav Kastropp (30 agosto 1844 – 11 settembre 1925) è stato un poeta e librettista tedesco.

## Biografia
Frequentò il Ginnasio di Göttingen e lavorò come farmacista. Studiò musica nei conservatori di Stoccarda, Göttingen e Sondershausen. Dal 1874 al 1877 insegnò letteratura alla Großherzogliche Orchesterschule di Weimar.

## Opere
- König Elfs Lieder (1875)
- Helene (1875)
- Suleika (1876)
- Gnomenmärchen (1877)
- Dornröschen (1877)
- Das vierblättrige Kleebatt (1879), con Richard Roltsch
- Kain (1880)
- Heinrich von Ofterdingen (1880)
- Agamemnon (1890)
- Gunhild (1891)
- Phantasien und Märchen (1891)
- Gernot (1896)
- Der Improvisator (1902)